# Prostaglandinen

Prostaglandine E1

Prostaglandinen zijn hormoonachtige stoffen die op lokaal niveau (paracrien) werkzaam zijn in het reguleren van vele fysiologische processen, zoals bij ontstekingen, pijn, koorts, verwijding en vernauwing van bloedvaten (vasodilatatie respectievelijk vasoconstrictie), longrijping, de bevalling en de bloedstolling. Voorts beschermen ze de maagwand tegen de zure maaginhoud.
Prostaglandine E1 speelt een belangrijke rol in het openen, respectievelijk sluiten, van de ductus Botalli (ductus arteriosus) die (deels) de foetale bloedsomloop bepaalt. Samen met de zuurstofspanning zorgt prostaglandine E1 voor het samentrekken van de spierwand van de ductus Botalli, waarna de neonatale - zelfstandige - bloedcirculatie van de zuigeling wordt gestart.
Prostaglandinen behoren tot de grotere groep van de eicosanoïden, een verzameling weefselhormonen, afgeleid van arachidonzuur en dihomogammalinoleenzuur (DGLA) (beide omega 6-vetzuren) of van eicosapentaeenzuur (een omega 3-vetzuur). Andere leden van de eicosanoïden-familie zijn de leukotriënen, prostacycline en tromboxaan.
Medicijnen die de productie van prostaglandinen remmen zijn de zogenaamde NSAIDs. Deze stoffen dempen onder andere pijn en koorts, maar hebben meerdere bijwerkingen, zoals beschadiging van de maagwand, wat tot maagzweren en zelfs maagbloedingen kan leiden. Dit komt doordat ze ook de synthese van prostaglandinen remmen die betrokken zijn bij de opbouw van het maagslijmvlies.
Bij de maagbroeders (Rhinoderma), een geslacht van uitgestorven kikkers, werden prostaglandinen uitgescheiden door de kikkereitjes en kikkerlarven om niet verteerd te worden. De maagbroeders slikten de eitjes door, waarna de larven zich in de kikkermaag ontwikkelden tot kleine kikkertjes. Gedurende de ontwikkeling werd zo de spijsvertering stilgelegd en aten de kikkers niet.
In 1982 werd de Nobelprijs voor de geneeskunde toegekend aan 
Sune Karl Bergström (Zweden), Bengt Samuelsson (Zweden) en John Robert Vane (Groot-Brittannië) 
voor de ontdekking van prostaglandinen.